# Vous n'avez pas le monopole du cœur

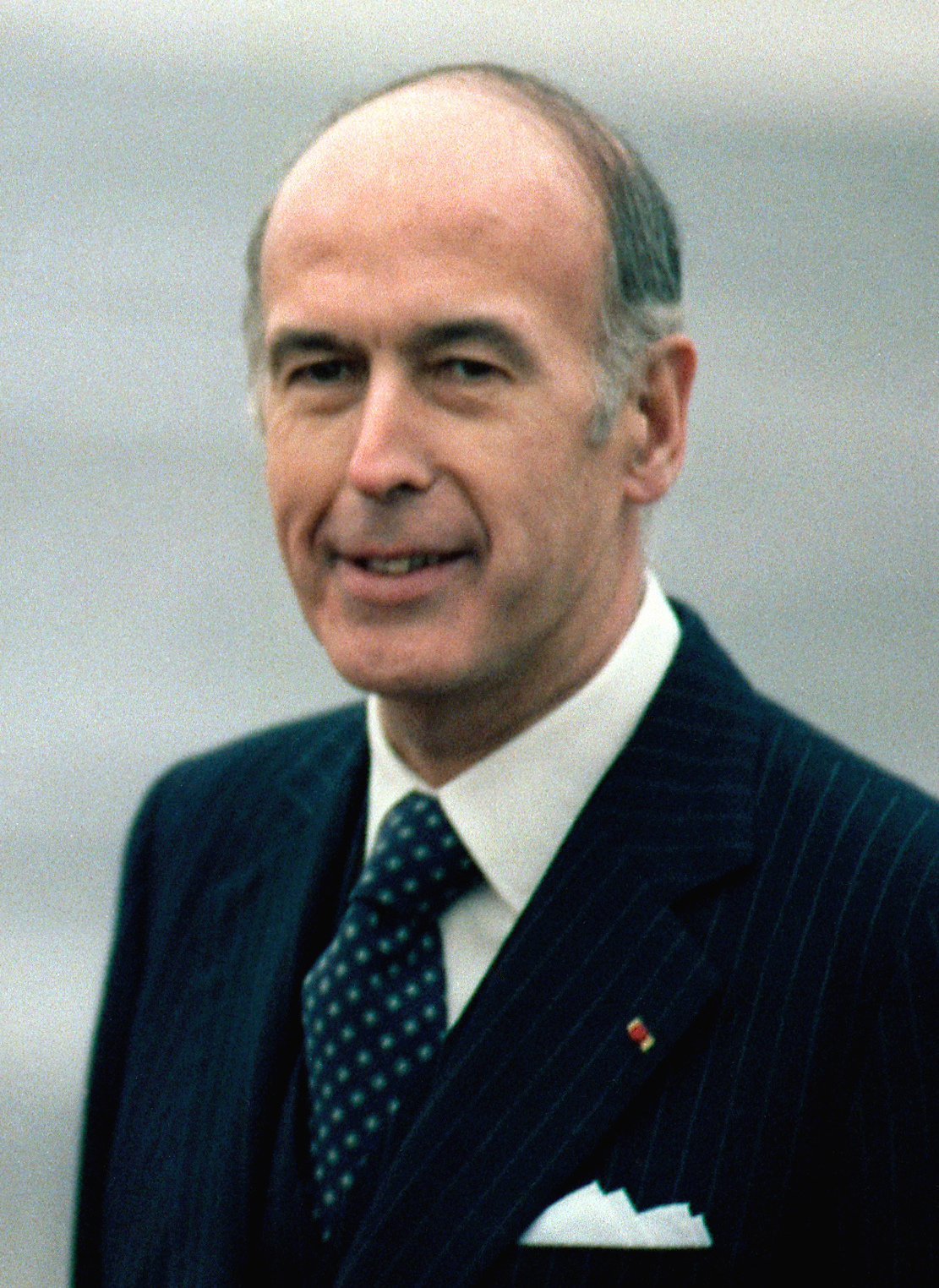
Valéry Giscard d'Estaing en 1978.

« Vous n'avez pas le monopole du cœur » est une phrase choc prononcée par Valéry Giscard d'Estaing le 10 mai 1974, au cours du débat télévisé de l'entre deux-tours de l'élection présidentielle française de 1974. 

## Contexte
Lors du débat de l'entre deux-tours de l'élection présidentielle de 1974, François Mitterrand défend l'idée d'une juste répartition des richesses, en affirmant que si « c'est presque une question d’intelligence, c'est aussi une affaire de cœur ». 

Valéry Giscard d'Estaing lui répond alors : 

« Tout d'abord je trouve toujours choquant et blessant de s'arroger le monopole du cœur. Vous n'avez pas Monsieur Mitterrand, le monopole du cœur ! Vous ne l'avez pas… J'ai un cœur comme le vôtre qui bat à sa cadence et qui est le mien. Vous n'avez pas le monopole du cœur. »

## Analyse

### Improvisation et inspiration
Dans ses mémoires Le Pouvoir et la Vie, Valéry Giscard d'Estaing écrit que la phrase a été improvisée. Michel Le Séac'h remarque néanmoins qu'il pourrait s'agir d'une réminiscence du film Le Président (1961) d'Henri Verneuil, où le ministre Philippe Chalamont (Bernard Blier) lance au président (Jean Gabin) « Vous n'avez pas le monopole de l'Europe ! ». Valéry Giscard d'Estaing l'a peut-être préparée à partir des notes de Michel Duval. Selon le politologue Clément Viktorovitch, le fait que cette phrase utilise plusieurs figures de style de rhétorique politique (métaphore du cœur pour retourner l'attaque de Mitterrand, antanaclase dans la mesure où le mot cœur est répété dans deux sens différents, l'organe et le symbole de la compassion) et qu'à la fin de la tirade, il pose à plat sa main gauche sur la joue gauche, suggère au contraire qu'elle a été préparée avant le débat télévisé.

### Gain de popularité
Plusieurs observateurs politiques ont estimé que Valéry Giscard d'Estaing a marqué des points en prononçant cette phrase qui, en désarçonnant François Mitterrand, aurait rallié les voix de personnes encore indécises mais cela n'a jamais été confirmé. Après le débat, les intentions de vote pour Valéry Giscard d'Estaing passent de 50 % à 50,5 %. Il remporte l'élection présidentielle à 500 000 voix près.
Dans ses mémoires, Louis Mermaz admet que Mitterrand a été désarçonné par cette phrase. Dans son ouvrage autobiographique Le Pouvoir et la Vie, Giscard d'Estaing écrit en 1998 : « Je crois que j'ai été élu président de la République, grâce à une phrase de dix mots : « Mais, monsieur Mitterrand, vous n'avez pas le monopole du cœur ! ».

### Jeu sémantique
La phrase fait l'objet d'analyses académiques dans le domaine de la science politique et de la linguistique politique. 
La linguiste Catherine Kerbrat-Orecchioni analyse cette petite phrase en ces termes : « Encadrée par les unités démarcatives « d’abord » et « alors », préfacée par « je vais vous dire quelque chose » qui accentue son caractère solennel, cette déclaration interrompt provisoirement le cours du débat par une mise au point censée lui permettre de se poursuivre sur des bases plus saines. Cette attaque frontale (emploi de la deuxième personne et du terme d’adresse, ton de remontrance, regard maintenu sur l’adversaire, mimique sévère) se caractérise par son élaboration rhétorique et son organisation quasiment musicale (thème avec reprises et variations). Elle débute avec l’énoncé d’un principe général mais formulé sur un mode éminemment « subjectif » : mobilisation du modalisateur « je trouve » ainsi que de deux adjectifs fortement axiologisés et mis en valeur prosodiquement, le premier (« choquant ») renvoyant plutôt à un scandale intellectuel et le second (« blessant ») à un état affectif… À ce petit sermon FM peut difficilement faire autre chose qu’acquiescer (« sûrement pas » prononcé hors champ)… Vient enfin la conclusion du raisonnement. Elle prend la forme d’une sommation (accompagnée par un hochement de tête de bas en haut qui renforce l’effet « donneur de leçons ») dans laquelle VGE reprend l’adjectif « blessant » mais avec un élargissement de son champ d’application : il associe à sa blessure personnelle les Français « autres », c’est-à-dire tous ceux que le discours de Mitterrand ostracise en les excluant de la communauté des humains ».
Dans le volume 2 de La politique et ses langages, les auteurs analysent la réponse de Giscard comme un sophisme, qui se base sur la polysémie du mot cœur ; Giscard dit qu'il a du cœur parce qu'il a un cœur. Les auteurs considèrent que la phrase a permis à Giscard de modifier la perception que des citoyens avaient d'emblée de lui (« ethos préalable »), celle d'un homme froid et loin du peuple. Le candidat a ainsi construit un ethos compassionnel (et corrélativement, de son adversaire un ethos sectaire) dans un débat jusqu'alors plutôt désincarné.

## Postérité

### Réutilisations politiques
François Mitterrand a fait allusion à cette phrase restée célèbre lors du débat télévisé de l'élection présidentielle française de 1988 l'opposant à Jacques Chirac. Alors que ce dernier venait d'incriminer son adversaire sur la hausse du taux de TVA applicable aux aliments pour animaux, François Mitterrand lui rétorqua, ironique : « Vous n'avez pas le monopole du cœur pour les chiens et les chats, je les aime moi aussi ».
Nicolas Sarkozy fait également allusion à cette petite phrase lors du débat télévisé de l'élection présidentielle de 2007 l'opposant à Ségolène Royal. Alors que la candidate socialiste dénonce le « summum de l'immoralité politique » du candidat UMP quant à l'accueil des enfants handicapés dans le système éducatif, Nicolas Sarkozy lui rétorque : « J'ai le droit de parler de handicap, ce n'est pas votre monopole. Je ne mets pas en cause votre sincérité, ne mettez pas en cause ma moralité ».

### Phrase marquante de la vie politique de Giscard d'Estaing
La phrase, inscrite dans la culture populaire française, est directement associée à Valéry Giscard d'Estaing. Elle est l'une des phrases marquantes de son septennat, et plus largement, de sa vie politique, avec « Au revoir »,. La phrase est à nouveau abondamment commentée lors du décès de l'ancien président, en décembre 2020,.

### Cinéma
Cette phrase est prononcée en 1985 par Brigitte Nielsen (dans le rôle de Ludmilla Vobet Drago) dans le film Rocky 4, en s'adressant aux journalistes.